# Strużka (powiat chojnicki)
Strużka – osada w Polsce  położona w województwie pomorskim, w powiecie chojnickim, w gminie Chojnice.
Niewielka osada położona na obszarze Parku Narodowego „Bory Tucholskie”, w pobliżu wschodniego brzegu jeziora Charzykowskiego. Osada wchodzi w skład sołectwa Charzykowy. Połączenie z centrum Chojnic umożliwiają autobusy komunikacji miejskiej (linia nr 1). Miejscowość obok  Kopernicy, Funki, Starrgo Młyna, Małych  Swornychgaci stanowi  zaplecze wypoczynkowe Chojnic i powiatu.
W latach 1975–1998 miejscowość administracyjnie należała do województwa bydgoskiego